# نانسی هارکنس لاو
نانسی هارکنس لاو (به انگلیسی: Nancy Harkness Love) (۱۴ فوریه ۱۹۱۴–۲۲ اکتبر ۱۹۷۶) سرهنگ دوم خلبان آمریکایی و فرمانده هواپیمایی در طول جنگ جهانی دوم بود. او در ۱۶ سالگی گواهینامه خلبانی خود را گرفت. او در دهه ۱۹۳۰ به عنوان خلبان آزمایشی و مسابقه هوایی کار می‌کرد. در طول جنگ جهانی دوم، او سرهنگ ویلیام اچ. تیونر از نیروی هوایی ارتش ایالات متحده را متقاعد کرد که به دنبال راه اندازی گروهی از خلبانان زن برای حمل هواپیما از کارخانه‌ها به پایگاه‌های هوایی باشد. این پیشنهاد در نهایت به عنوان زنان خلبان خدمات نیروی هوایی تصویب شد. لاو فرماندهی این واحد تازه تأسیس را قبول کرد. او نشان هوایی را برای خدمت خود در طول جنگ دریافت کرد و در سال ۱۹۴۸ به درجه سرهنگ دوم در نیروی هوایی رزرو آمریکا ارتقا یافت.

## اوایل زندگی
هارکنس در ۱۴ فوریه ۱۹۱۴ در هاتن، میشیگان، به عنوان دختر یک پزشک ثروتمند به دنیا آمد و در سنین پایین علاقه شدیدی به هوانوردی پیدا کرد. در ۱۶ سالگی اولین پرواز خود را انجام داد و در عرض یک ماه گواهینامه خلبانی خود را گرفت. اگرچه او به تمام مدارس مناسب از جمله آکادمی میلتون در ماساچوست و کالج واسر در نیویورک رفت، اما بی‌قرار و ماجراجو بود. در سال ۱۹۳۲، در پایان سال اول تحصیلی، با لقب "فرزند سال اول پرنده!"، مجوز تجاری خود را گرفت و مورد توجه ملی قرار گرفت. در واسر، او با بردن دانش‌آموزان برای سواری در هواپیمایی که از یک فرودگاه نزدیک کرایه کرده بود، پول بیشتری به دست آورد.

### قبل از جنگ
در سال ۱۹۳۶، هارکنس با رابرت ام. لاو، سرگرد ذخیره سپاه هوایی نیروی زمینی ایالات متحده، ازدواج کرد. آنها شرکت هواپیمایی موفق خود را در بوستون، با عنوان هوانوردی اینتر سیتی، که نانسی خلبان آن بود، ساختند. او همچنین برای دفتر تجارت هوایی سازمانی فدرال متعلق به دولت پرواز کرد. لاو در سال‌های ۱۹۳۶ و ۱۹۳۷ وارد مسابقات هوایی شد و در مسابقات هوایی ملی در لس آنجلس و دیترویت شرکت کرد. او پس از کسب مقام دوم در مسابقه دیترویت، دیگر در مسابقات شرکت نکرد. در سال‌های ۱۹۳۷ و ۱۹۳۸، لاو به‌عنوان خلبان آزمایشی، در کنار مسابقه‌دهنده هوایی معروف فرانک هاکس، برای شرکت خودروهای هوایی گوین کار کرد و آزمایش‌هایی را بر روی تغییرات و نوآوری‌های مختلف هواپیما انجام داد. در یک پروژه، او به عنوان یک خلبان آزمایشی در ارابه فرود سه چرخ جدید حضور داشت که متعاقباً در اکثر هواپیماها استاندارد شد. در پروژه دیگری، او به علامت گذاری برج‌های آبی با نام شهرها به عنوان کمک ناوبری برای خلبانان کمک کرد.
در ماه مه ۱۹۴۰، پس از آغاز جنگ جهانی دوم در اروپا، لاو به رابرت اولدز نامه نوشت، که در آن زمان در بخش طرح‌های ستاد فرماندهی نیروی هوایی ایالات متحده بود، اما، که یک سال بعد، مسئول ایجاد زنان خلبان خدمات نیروی هوایی بود، ۴۹ زن خلبان عالی پیدا کرده بود. این گروه به نام «اصیل‌ها» هر کدام بیش از ۱۰۰۰ ساعت پرواز داشتند. او پیشنهاد کرد که زنان می‌توانند در انتقال هواپیما از کارخانه‌ها به پایگاه‌ها کمک کنند. اولدز طرحی را برای ادغام خلبانان زن غیرنظامی ارائه کرد. هنری آرنولد، ژنرال فرمانده نیروی هوایی ارتش ایالات متحده، پس از اینکه ژاکلین کاکرن از او قول گرفت که به هیچ پیشنهادی در مورد خلبانان زن عمل نکند که آنها را به افسران وظیفه تحت فرمان زنان تبدیل نکند، آن را رد کرد.

## جنگ جهانی دوم

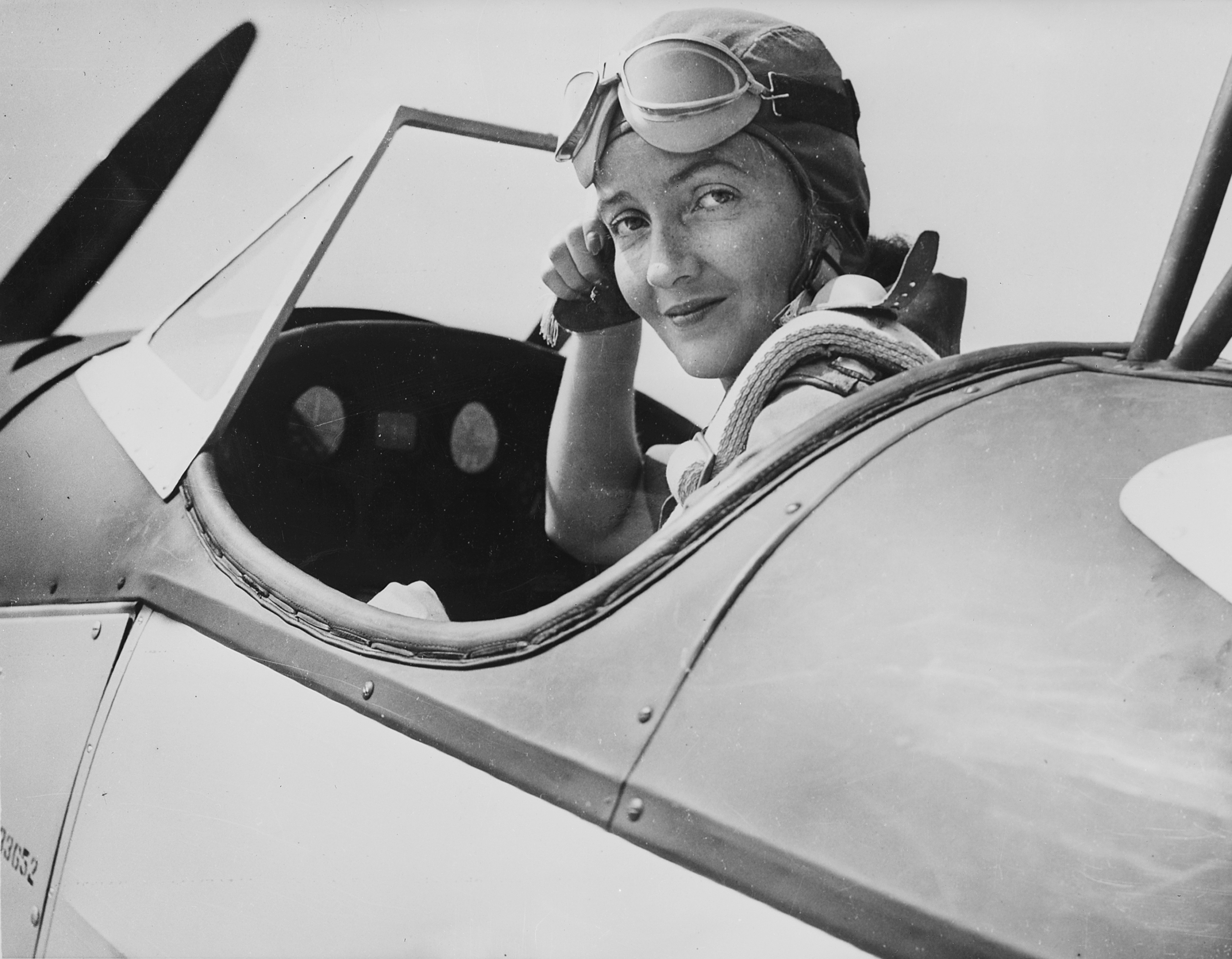
لاو، ۲۸ ساله سوار بر یک پرندهپی‌تی-۱۹ فیرچایلد

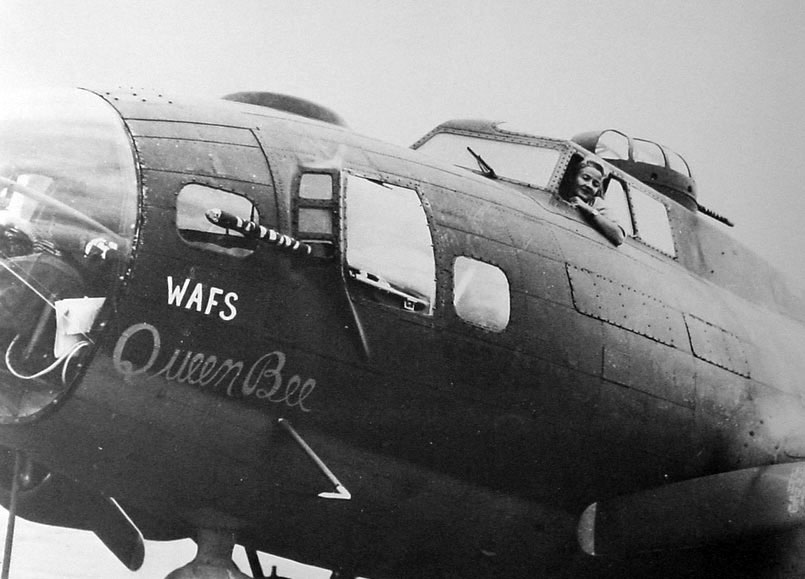
نانسی لاو در حال هدایت یک بوئینگ بی-۱۷ فلایینگ فورترس

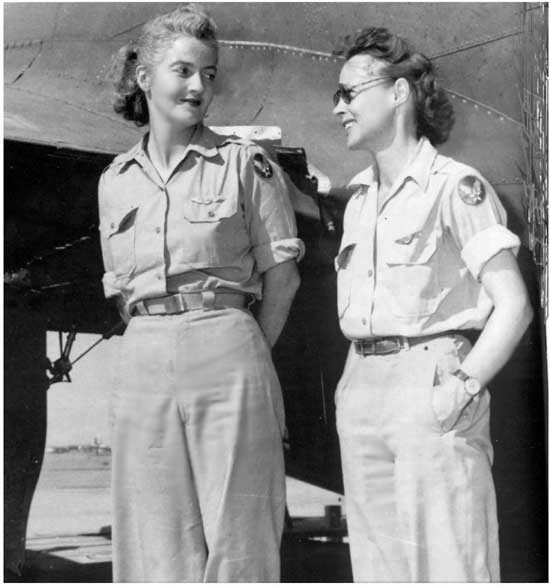
نانسی لاو، خلبان (سمت چپ)، و بتی (هایلر) گیلیز، کمک خلبان، اولین زنانی که با بمب افکن سنگین بوئینگ بی-۱۷ فلایینگ فورترس پرواز کردند. این دو عضو زنان خلبان خدمات نیروی هوایی قرار بود یک بی-۱۷به نام «کوئین بی» را به انگلستان منتقل کنند که پرواز آنها توسط ژنرال آرنولد لغو شد.

در اوایل سال ۱۹۴۲، همسرش رابرت لاو به عنوان معاون رئیس ستاد فرماندهی ساخت مهمات، به واشینگتن دی سی، مأمور به خدمت شد تا با سرهنگ تونر کار کند  . لاو، همسرش را به واشینگتن همراهی کرد و در ۱۱ مارس، در بالتیمور، مریلند، در دفتر عملیات بخش شمال شرقی فرماندهی خدمات هوایی مشغول کار شد.
مهارت‌های خلبانی لاو توجه تونر را به خود جلب کرد که در حال جست و جوی در کشور برای خلبانان ماهر زن بود تا هواپیما را از کارخانه‌ها به پایگاه‌ها برساند. سرگرد لاو به تونر پیشنهاد داد مستقیماً با همسرش صحبت کند.
لاو، سرهنگ تونر را متقاعد کرد که ایده استفاده از زنان خلبان با تجربه برای تکمیل نیروی خلبان موجود ایده خوبی است. سپس از او خواست تا پیشنهادی برای یک بخش خدمات هوایی زنان بنویسد. هنگامی که توصیه او (و سایر خلبانان زن) برای استخدام در سپاه نظامی زنان (WAAC) رد شد، او را به عنوان مدیر اجرایی خلبانان زن منصوب کرد. در عرض چند ماه، او ۳۰ خلبان زن باتجربه را برای پیوستن به زنان خلبان خدمات نیروی هوایی استخدام کرد. ۲۸ نفر از آموزش فارغ‌التحصیل شدند. لاو فرمانده آنها شد. در سپتامبر ۱۹۴۲، خلبانان زن از پایگاه گارد ملی هوایی نیوکاسل، ویلمینگتون، دلاور، تحت نظارت گروه فریینگ ۲ شروع به پرواز کردند.
تا ژوئن ۱۹۴۳، لاو فرماندهی چهار اسکادران مختلف زنان خلبان خدمات نیروی هوایی را در فرودگاه دالاس لاو نیوکاسل، دلاور؛ رومالوس، میشیگان و لانگ بیچ، کالیفرنیا برعهده داشت.. تعداد زنان خلبان به دلیل اضافه شدن فارغ التحصیلان گروه آموزش پرواز بانوان در فرودگاه صحرایی اونجر، سوویتواتر، تگزاس، سازمانی که توسط ژاکلین کاکرن حمایت و رهبری می‌شد، بسیار افزایش یافته بود.
در ۵ اوت ۱۹۴۳، گروه آموزش پرواز بانوان و گروه‌های مشابه در هم ادغام شد و به یک نهاد واحد تبدیل شد: زنان خلبان خدمات نیروی هوایی (WASP). لاو به عنوان مجری تمام عملیات این یگان منصوب شد. تحت فرمان او، خلبانان زن تقریباً با هر نوع هواپیمای نظامی در فهرست موجودی نیروی هوایی ارتش پرواز کردند و رکورد موفقیت آنها قابل توجه بود. لاو در پرواز با ۱۹ هواپیمای نظامی گواهینامه دریافت کرد و اولین زنی شد که گواهینامه پرواز آخرین هواپیمای نظامی از جمله داگلاس سی-۵۴ اسکای‌مستر، نورث امریکن بی-۲۵ میتچل و همراه با بتی گیلیز، اولین کسی بود که با بوئینگ بی-۱۷ فلایینگ فورترس پرواز کرد. در دالاس، لاو همچنین بر روی نورث امریکن پی-۵۱ ماستنگ، تمرین داشت.
در سال ۱۹۴۴، پس از انحلال زنان خلبان خدمات نیروی هوایی، لاو به کار بر روی گزارش‌هایی که جزئیات کار فرماندهی حمل و نقل هوایی را شرح می‌داد، ادامه داد.

## پس از جنگ
در پایان جنگ، لاو و همسرش از تمایز بی نظیری برخوردار بودند. او نشان خدمات برجسته (ارتش آمریکا) و نشان هوایی را به دلیل «رهبری عملیاتی در آموزش موفقیت‌آمیز و مأموریت بیش از ۳۰۰ پرواز زن واجد شرایط در پرواز هواپیماهای نظامی پیشرفته» دریافت کرد.
پس از جنگ، لاو در حالیکه سه دختر داشت، اما به عنوان رهبر صنعت هوانوردی و همچنین قهرمانی برای به رسمیت شناختن کهنه سربازان ارتش برای زنانی که با این عنوان خدمت کرده بودند، فعالیت‌هایش را ادامه داد. در سال ۱۹۴۸، پس از ایجاد نیروی هوایی ایالات متحده، به او درجه سرهنگ دوم در نیروی ذخیره نیروی هوایی ایالات متحده اعطا شد.
لاو در سال ۱۹۷۶ در سن ۶۲ سالگی بر اثر سرطان درگذشت، بنابراین او زنده نماند تا سه سال بعد رسمیت زنان خلبان خدمات نیروی هوایی را به چشم ببیند.

## میراث
لاو پس از مرگ در سال ۱۹۹۶ به انجمن حمل و نقل هوایی/تانکر، تالار مشاهیر زن میشیگان در سال ۱۹۹۷، و تالار مشاهیر هوانوردی ملی در دیتون، اوهایو در سال ۲۰۰۵ وارد شد مجسمه ای که به نانسی هارکنس لاو تقدیم شده‌است در فرودگاه ویلمینگتون (دلاور) قرار دارد.

## کتابشناسی - فهرست کتب
- Haynsworth, Leslie and David Toomey. Amelia Earhart's Daughters. New York: William Morrow and Company, 1998. شابک ‎۹۷۸−۰−۶۸۸۱۵−۲۳۳−۸.
- Koppes, Clayton R. and Gregory D. Black. Hollywood Goes to War: How Politics, Profits and Propaganda Shaped World War II Movies. New York: The Free Press, 1987. شابک ‎۰−۰۲−۹۰۳۵۵۰−۳.
- Merryman Molly. Clipped Wings: The Rise and Fall of the Women Airforce Service Pilots (WASPS) of World War II. New York: New York University Press, 2001. شابک ‎۹۷۸−۰−۸۱۴۷۵−۵۶۸−۶.
- Orriss, Bruce. When Hollywood Ruled the Skies: The Aviation Film Classics of World War II. Hawthorne, California: Aero Associates Inc. , 1984. شابک ‎۰−۹۶۱۳۰۸۸−۰-X.
- Rickman, Sarah Byrn. Nancy Love and the WASP Ferry Pilots of World War II. Denton, Texas: University of North Texas Press, 2008. شابک ‎۹۷۸−۱−۵۷۴۴۱−۲۴۱−۳.
- Stewart-Smith, Lt. Col. Natalie J. The Women Airforce Service Pilots of World War II: Perspectives on the Work of America's First Military Women Aviators. Pullman, Washington: Washington State University, 1981.